# Hermenegildo Bustos
José Hermenegildo de la Luz Bustos Hernández mejor conocido artísticamente como Hermenegildo Bustos (Purísima del Rincón, Guanajuato; 21 de abril de 1832 - 18 de junio de 1907) fue un pintor mexicano. Bustos fue uno de los pintores más apreciados del arte mexicano del siglo XIX.
Su obra se caracterizó por no seguir un método académico y por tener una gran fuerza psicológica. Aunque realizó algunos cuadros religiosos, su trabajo más importante y extenso se encuentra en los retratos y naturaleza muerta.
En 1999 la Universidad de Guanajuato inaugura la Galería Hermenegildo Bustos en un espacio de su histórico edificio en la misma ciudad de Guanajuato, esta inauguración se apadrina por el célebre artista Pablo  Chávez Morado con una obra de grabado del artista Luis Infante

## Infancia
Hijo de Serafina Hernández y de José María Bustos, quienes manifiestan una fe profunda en el cristianismo, pasión que Hermenegildo también adopta. Crece en el lugar de su nacimiento y tal sitio sufre de diferentes complicaciones, ya que es afectado por la enfermedad del cólera, así como por la desamortización de las pertenencias de la iglesia y por la formación del Estado.

Hermenegildo Bustos fue un artista que se dedicó a la pintura, desarrollándose con un aprendizaje autodidacta. Efectuó obras con temática religiosa, sin embargo destacó principalmente por su trabajo en el retrato.
La inclinación de Bustos por el arte y la pintura se puede percibir desde muy pronto, debido a que comienza a pintar siendo aún muy joven. Así también opta por seguir las actividades de su progenitor, y como él, se acerca a la escritura desarrollándose en la crónica.
Realiza entonces diferentes registros en donde añade datos relevantes y cuenta diversos acontecimientos con bastante detalle. Además se involucra en diferentes oficios, entre ellos labora vendiendo nieves, en la albañilería, hojalatería, carpintería, sastrería, trabaja también en el entorno de la música, así como realizando esculturas y escenografías.
En realidad son muchas las vertientes en donde él tiene incidencia; y de igual forma se interesa notablemente por la historia y también por la rama astronómica y por la arquitectura.
Sin embargo su principal y más importante interés radica en la pintura. Por ello, por algunos meses intenta aprender algunas cosas del artista Juan Herrera, pero éste le brinda pocos conocimientos y en realidad sólo lo utiliza como ayudante.
La vida de Hermenegildo Bustos brinda creaciones artísticas de características muy sobresalientes. Él destaca principalmente por su línea del retrato, en donde comunica emociones con un impacto psicológico muy notorio.
A pesar de no tener estudios formales, su obra se llega a presentar en distintos lugares del mundo como en París, en Londres, Ciudad de México, Tokio y Estocolmo.

## Aprendizaje
Bustos fue un hombre humilde, sencillo y orgulloso de su origen que se autocalificaba como pintor aficionado; Solía decir con frecuencia indio soy y a mucha honra aunque su origen era mestizo. Nunca dejó su ciudad natal y su fidelidad también se tradujo en la técnica que utilizaba, principalmente óleo.
Con el triunfo de la Revolución mexicana se produce un profundo movimiento nacional de refuncionalización del arte, y es entonces cuando la obra de Bustos, como muchas otras expresiones de la cultura, recibe una carga de significados, que antes no había tenido. Las etapas de su inserción en el acervo artístico nacional no pueden enumerarse de manera precisa, porque sus redescubridores no levantaron actas ni llevaron registros. Mas una vez visualizados los primeros vestigios de su existencia, las actividades de rescate fueron constantes, y hasta degeneraron en imputaciones y falsificaciones.

## Técnica
Fue un pintor con sello único y original. Una de las características más importantes de sus retratos es la fuerza psicológica penetrante: las facciones trascienden el paso de los años y transmiten sentimientos intemporales. El cuerpo de sus personajes está reducido al mínimo necesario y las manos están empeñadas en sostener objetos, lo cual constituye otra señal de identidad. Tuvo una gran riqueza de detalles y una excelente calidad en la preparación de pigmentos. Fue denominado como un cronista visual en su región.

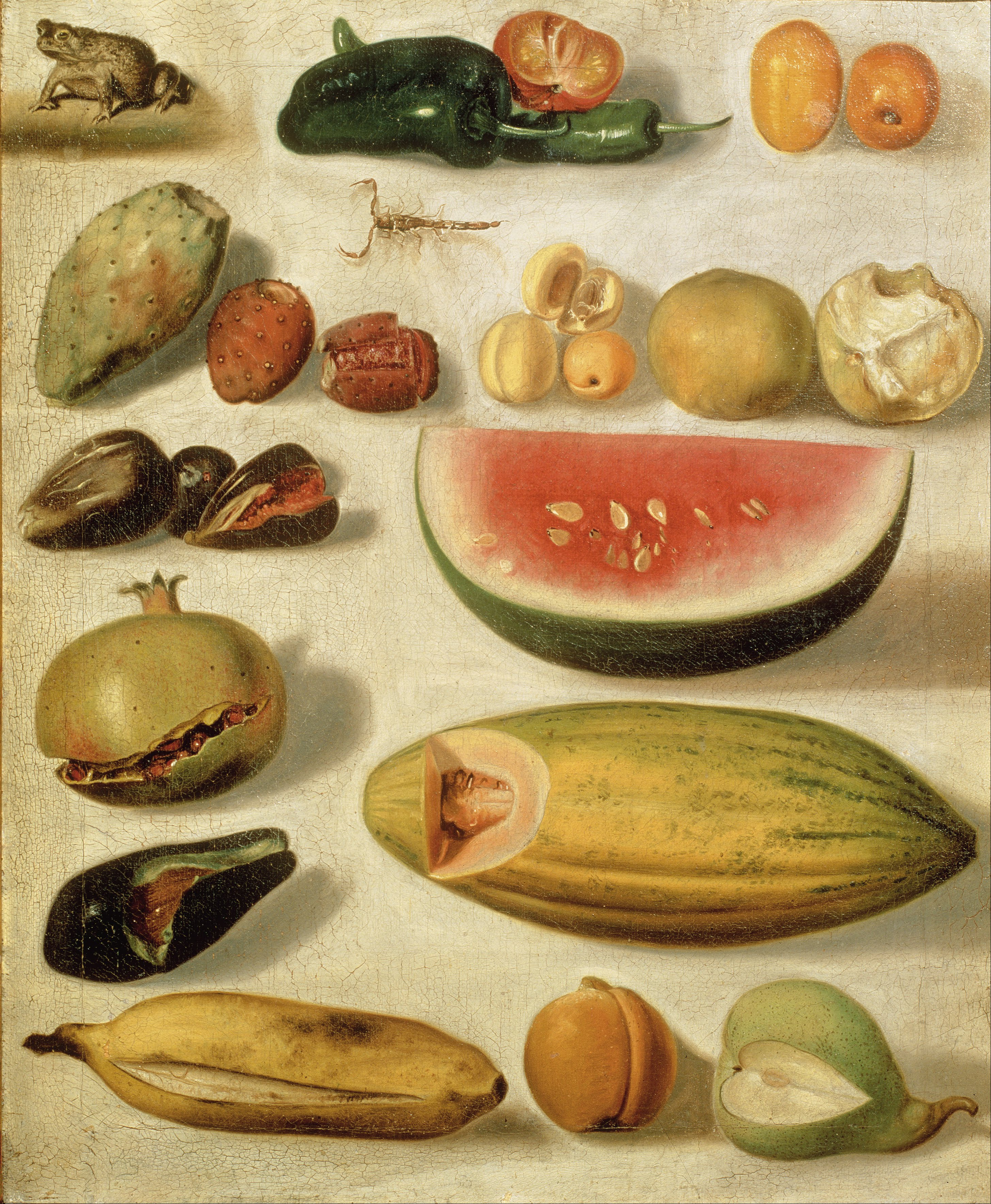
Naturaleza muerta

## Obra
Su primera pintura conocida data del año 1850, cuando Bustos tenía 18 años. Es un retrato del presbítero Vicente Arriaga. En 1852 hizo un retrato de su padre, quien había fallecido un año antes. El 22 de junio de 1854 se casó con Doña Joaquina Ríos. El pintor trabajó mucho para inmortalizar a sus conocidos, como a los Aranda, los Estrada y en especial, los Valdivia, de los cuales hay gran cantidad de obras que hoy se conservan. En 1856, pintó a Francisca Valdivia cuando ésta tenía 15 años.
En febrero de 1858, Purísima del Rincón acogió por un espacio de dos semanas a Benito Juárez, recién nombrado presidente de la República por primera vez. Debido a que fue recibido con gran júbilo por la comunidad, Juárez decidió instalar su despacho en la sede del Ayuntamiento, en el cual, una mañana, se presentó Hermenegildo Bustos con la idea de retratarlo, y Juárez accedió a esta propuesta. El retrato estuvo en casa de Bustos hasta la muerte de éste y luego la obra fue destruida.

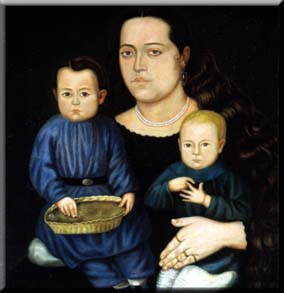
Retrato de la Señora doña Francisca Valdivia de Chávez e hijos. Museo Soumaya, Ciudad de México, México

Para 1860, comenzó a trabajar en el retrato de pareja y de familia. Dos años después realizó el retrato de Juan Nepomuceno Gutiérrez Valdivia, del cual existen tres versiones más. En el mes de octubre de 1862 se retrataron Francisca Valdivia de Chávez (por segunda vez) de 21 años, su hijo primogénito Rafael Chávez, de 8 años, y Elena Chávez, de 8 meses. En este segundo retrato, Bustos supo plasmar el semblante serio y austero de Francisca, que sujetaba a su hija.
Hermenegildo en 1892 retrató a una de las familias guanajuatenses más importantes, la familia Aranda que ha sido la única en tener el privilegio de ser representada por los dos máximos artistas de la región: Bustos y Diego Rivera.
El ingeniero Rubén Aranda Solórzano, hermano de Lucía Aranda, fue retratado por Rivera en 1951 dentro del mural El agua en la evolución de la especie que decora el interior del Cárcamo de Lerma, en el bosque de Chapultepec. 
El retrato de Matías Aranda se inspiró en una fotografía cuyo autor es desconocido, pero permite evidenciar el talento de Bustos como retratista dado que la comparación de la fisonomía registrada en la pintura es visiblemente similar al retrato fotográfico.   
A partir de 1870, la cantidad de retratos disminuyó considerablemente. En 1884 abandonó el rectángulo (forma que utilizaba en todos sus cuadros) para ir con la época. 
En 1901, seis años antes de su muerte, pintó su autorretrato, para el cual diseñó su propio abrigo. En él plasmó lo siguiente:Hermenegildo Bustos, indio de este pueblo de Purísima del Rincón, nací el 13 de abril de 1832.  

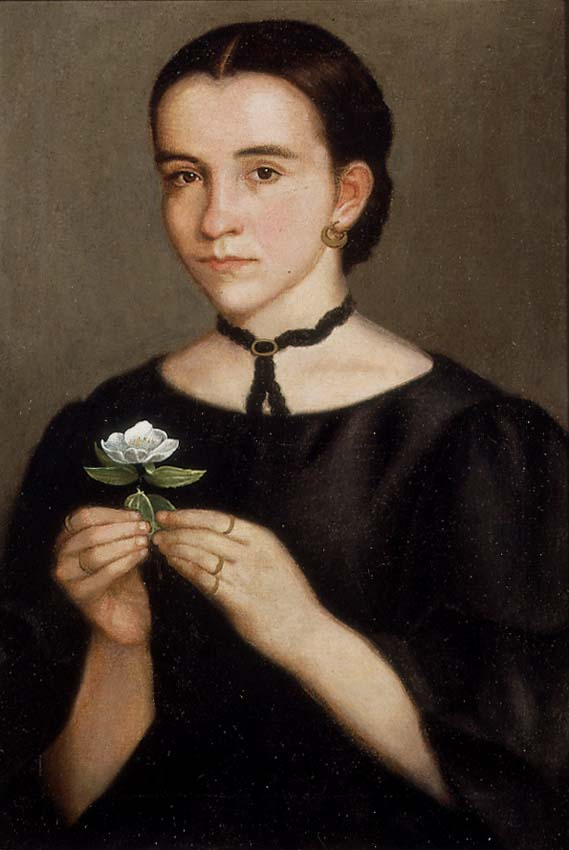
Retrato de Dolores Hollos

Al reverso de sus cuadros describía a los retratados, frecuentemente señalaba la altura y esporádicamente les ponía una dedicatoria. Firmaba Hermenegildo Bustos de aficionado pintó o +H. Bustos (aficionado).
Pascual Aceves, estudioso de Bustos, le atribuye las esculturas para los templos de Purísima, entre ellos un Señor de la Buena Muerte de Santuario, un Ecce Homo y una Virgen de Dolores en la parroquia de la Purísima. Aficionado de la astronomía, dejó pinturas de cometas y eclipses.
Entre sus obras destacan el Retrato de Vicenta de la Rosa de Reyes y el Retrato de Manuel Desiderio Rojas, ambos expuestos en el Museo Nacional de Arte de la Ciudad de México.
Hermenegildo Bustos murió a los 75 años, el 28 de junio de 1907, y sus restos fueron sepultados en el cementerio del pueblo que lo vio nacer. Su esposa murió un año antes que él. De ambos quedó constancia fotográfica por el señor cura Gil Palomares quien los retrató el 23 de abril de 1901.

## Influencia
La gente de Purísima del Rincón utilizó de manera extendida sus obras. Con su muerte, muchos de sus retratos se descolgaron de las paredes.
Con el triunfo de la Revolución Mexicana se produce un movimiento nacional de revaloración del arte, y así, como muchas otras expresiones culturales, la obra de Bustos recibe una carga de significados.  Bustos aparece hasta 1933 en un libro: Pintura Mexicana (1800-1860), de Roberto Montenegro. Sin embargo, el retrato es de Joaquina Ríos, sin fecha y sin firma, acreditado como anónimo.
La primera ficha biográfica sobre Bustos apareció en el catálogo de la exposición Veinte siglos de arte mexicano, en 1940, en el Museo de Arte Moderno de Nueva York, por el Instituto de Antropología e Historia de México. En el cual decía: Bustos, Hermenegildo. Pintor. Nació en Guanajuato a fines del siglo XVIII. Murió en Guanajuato. Sin haber salido de su ciudad natal, fue un excelente retratista.
Sus retratos fueron coleccionados, en primer lugar por el escritor Francisco Orozco Muñoz de Guanajuato. Posteriormente, la casa del doctor Aceves Barajas, de San Francisco del Rincón, se convirtió en el Museo Hermenegildo Bustos.
Su obra se exhibió en el museo Nacional de Arte de la Ciudad de México en 1951 y posteriormente en París y Estocolmo (1952), Londres (1953) y Tokio (1955). Bustos dejó un recuerdo imborrable en la memoria de su pueblo, por lo que en 1956 Purísima del Rincón se rebautizó como Purísima de Bustos, en honor del artista que le dio un rostro.
Su obra está distribuida entre varias ciudades: Purísima del Rincón, San Francisco del Rincón, León (Guanajuato), Silao, Guanajuato (Guanajuato), Irapuato, Ciudad Manuel Doblado (municipio), en el Estado de Guanajuato; en Aguascalientes, Zacatecas, Ciudad de México y poblaciones del estado de Jalisco: Lagos de Moreno, San Diego de Alejandría y Encarnación de Díaz.